# Aeroportul Tulita
Aeroportul Tulita (IATA: ZFN, ICAO: CZFN) este un aeroport din Tulita⁠(d), Region 2, Northwest Territories⁠(d), Teritoriile de Nord-Vest, Canada.
Situat la o altitudine de 100 m, aeroportul dispune de o singură pistă.